# Mazowsze (gromada)
Mazowsze – dawna gromada, czyli najmniejsza jednostka podziału terytorialnego Polskiej Rzeczypospolitej Ludowej w latach 1954–1972.
Gromady, z gromadzkimi radami narodowymi (GRN) jako organami władzy najniższego stopnia na wsi, funkcjonowały od reformy reorganizującej administrację wiejską przeprowadzonej jesienią 1954 do momentu ich zniesienia z dniem 1 stycznia 1973, tym samym wypierając organizację gminną w latach 1954–1972.
Gromadę Mazowsze z siedzibą GRN w Mazowszu utworzono – jako jedną z 8759 gromad na obszarze Polski – w powiecie lipnowskim w woj. bydgoskim, na mocy uchwały nr 24/8 WRN w Bydgoszczy z dnia 5 października 1954. W skład jednostki weszły obszary dotychczasowych gromad Mazowsze, Bernardowo, Kijaszkówiec i Liciszewy ze zniesionej gminy Mazowsze w tymże powiecie. Dla gromady ustalono 23 członków gromadzkiej rady narodowej.
1 stycznia 1959 z gromady Mazowsze wyłączono północno-zachodnią część wsi Bernardowo o obszarze 136 ha, włączając ją do gromady Czernikowo w tymże powiecie.
1 stycznia 1972 gromadę Mazowsze połączono z gromadami Osówka i Czernikowo, tworząc z ich obszarów  gromadę Czernikowo  z siedzibą Gromadzkiej Rady Narodowej w Czernikowie w tymże powiecie (de facto gromadę Mazowsze zniesiono włączając jej obszar do gromady Czernikowo).